# العلاقات الجنوب إفريقية الكمبودية
العلاقات الجنوب أفريقية الكمبودية هي العلاقات الثنائية التي تجمع بين جنوب أفريقيا وكمبوديا.

## مقارنة بين البلدين
هذه مقارنة عامة ومرجعية للدولتين:
| وجه المقارنة                                              | جنوب أفريقيا | كمبوديا                   |
| --------------------------------------------------------- | --- | ------------------------- |
| المساحة (كم2)                                             | 1.22 مليون | 181.03 ألف                |
| عدد السكان (نسمة)                                         | 57.73 مليون | 16.01 مليون               |
| الكثافة السكانية (ن./كم²)                                 | 47.32 | 88.44                     |
| العاصمة                                                   | بريتوريا، بلومفونتين، كيب تاون | بنوم بنه                  |
| اللغة الرسمية                                             | لغة إنجليزية، اللغة الأفريقانية، اللغة النديبلي الجنوبية، اللغة السوثو الشمالية، اللغة السوتية، لغة سوازي، اللغة التسونجا، اللغة التسوانية، اللغة الفيندية، اللغة الكوسية، اللغة الزولوية | اللغة الخميرية            |
| العملة                                                    | راند جنوب أفريقي | ريال كمبودي، دولار أمريكي |
| الناتج المحلي الإجمالي (بليون دولار)                      | 349.42 مليار | 22.16 مليار               |
| الناتج المحلي الإجمالي (تعادل القوة الشرائية) بليون دولار | 725.91 مليار | 54.37 مليار               |
| الناتج المحلي الإجمالي الاسمي للفرد دولار أمريكي          | 5.72 ألف | 1.16 ألف                  |
| الناتج المحلي الإجمالي للفرد دولار أمريكي                 | 13.05 ألف | 3.26 ألف                  |
| مؤشر التنمية البشرية                                      | 0.666 | 0.555                     |
| رمز المكالمات الدولي                                      | +27 | +855                      |
| رمز الإنترنت                                              | .za | .kh                       |
| المنطقة الزمنية                                           | ت ع م+02:00، أفريقيا/جوهانسبرغ ‏ | ت ع م+07:00               |

## منظمات دولية مشتركة
يشترك البلدان في عضوية مجموعة من المنظمات الدولية، منها:
| علم المنظمة | اسم المنظمة                                                | تاريخ انضمام جنوب أفريقيا | تاريخ انضمام كمبوديا |
| ----------- | ---------------------------------------------------------- | ------------------------- | -------------------- |
|             | مؤسسة التنمية الدولية                                      | 12 أكتوبر 1960            | 22 يوليو 1970        |
|             | يونسكو                                                     | 4 نوفمبر 1946             | 3 يوليو 1951         |
|             | وكالة ضمان الاستثمار متعدد الأطراف                         | 10 مارس 1994              | 1 ديسمبر 1999        |
|             | الأمم المتحدة                                              | 7 نوفمبر 1945             | 14 ديسمبر 1955       |
|             | العملية المشتركة للاتحاد الأفريقي والأمم المتحدة في دارفور | ?                         | ?                    |
|             | الفريق المعني برصد الأرض                                   | ?                         | ?                    |
|             | الاتحاد البريدي العالمي                                    | ?                         | ?                    |
|             | البنك الدولي للإنشاء والتعمير                              | 27 ديسمبر 1945            | 22 يوليو 1970        |
|             | الاتحاد الدولي للاتصالات                                   | 1910                      | 10 أبريل 1952        |
|             | منظمة حظر الأسلحة الكيميائية                               | ?                         | ?                    |
|             | مؤسسة التمويل الدولية                                      | 3 أبريل 1957              | 26 مارس 1997         |
|             | منظمة التجارة العالمية                                     | 1995                      | ?                    |
|             | منظمة الشرطة الجنائية الدولية                              | ?                         | ?                    |

## وصلات خارجية
- موقع وزارة الخارجية الجنوب أفريقية
- موقع وزارة الخارجية الكمبودية